# Erythrininae
Sous-tribu
Les Erythrininae sont une sous-tribu de plantes à fleurs de la famille des Fabaceae, de la sous-famille des Faboideae et de la tribu des Phaseoleae.
Le genre type est Erythrina L. (1753).

## Liste des genres
- Apios
- Butea
- Cochlianthus
- Erythrina
- Meizotropis
- Mucuna
- Neorudolphia
- Rhodopis
- Spatholobus
- Strongylodon